# Sarcocornia
Genre
Le genre Sarcocornia, regroupe des espèces de plantes halophiles appartenant à la famille des Chénopodiacées, selon la classification classique, ou des Amaranthacées, selon la classification phylogénétique.
Le genre Sarcocornia est essentiellement répandu dans l'hémisphère Sud (Afrique du Sud, Amérique du Sud, Australie) ; en Europe, il en existe seulement trois espèces.
Comme pour le genre Salicornia, dont il est proche, la détermination des espèces est relativement délicate.

## Espèces
- Sarcocornia capensis
- Sarcocornia fruticosa (L.) A.J. Scott
- Sarcocornia littoralis
- Sarcocornia mossiana
- Sarcocornia pacifica (Standl.) A.J. Scott
- Sarcocornia perennis (Mill.) A.J. Scott
- Sarcocornia pillansii
- Sarcocornia quinqueflora (Bunge ex Ung-Stemb.) A.J. Scott
- Sarcocornia utahensis (Tidestrom) A.J. Scott